# Volumnio Bandinelli

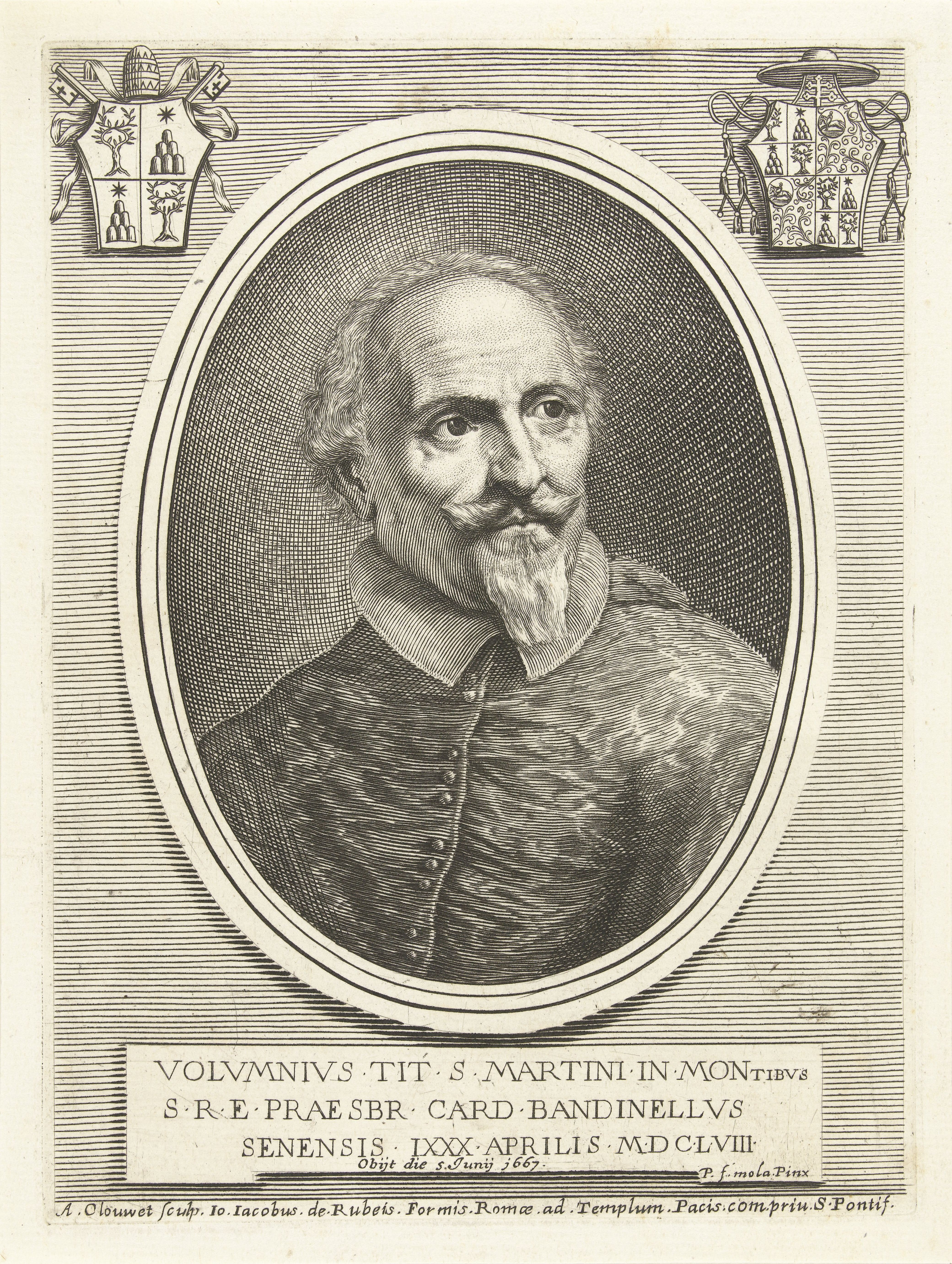
Volumino Kardinal Bandinelli (Porträtstich von Albertus Clouwet, um 1670)

Volumnio Bandinelli (* 1598 in Siena; † 5. Juni 1667 in Rom) war ein italienischer Kardinal der Römischen Kirche und Patriarch.

## Biografie

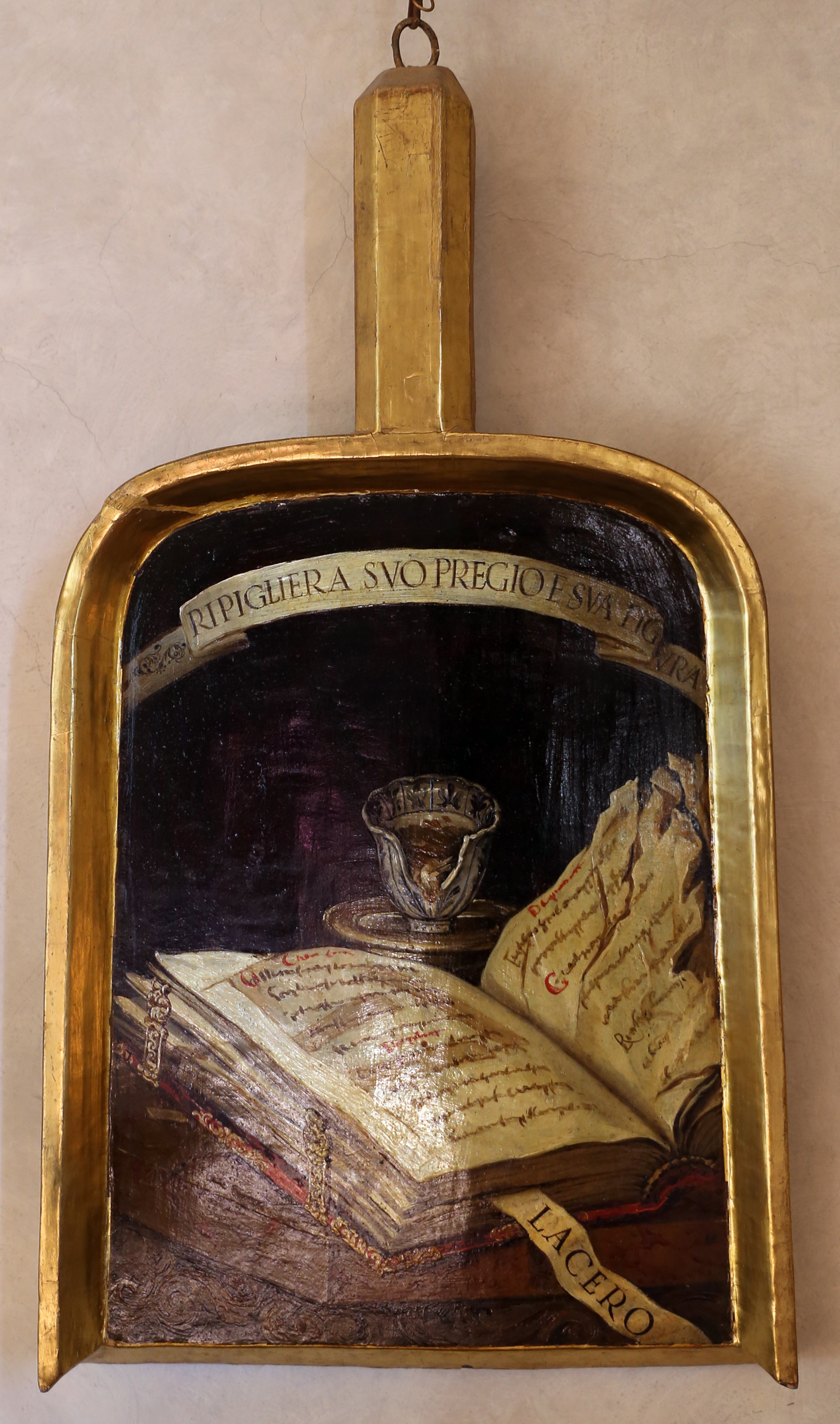
Die Schaufel von Volumnio Bandinelli (Lacero) in der Accademia della Crusca

Volumnio Bandinelli wurde 1598 in Siena als Mitglied einer Adelsfamilie geboren.
1649 war er Mitglied der Accademia dei Filomati, im September 1650 wurde er unter dem akademischen Namen „Rimpastato“, später „Lacero“, Mitglied der Accademia della Crusca. Von 1643 bis 1644 verwaltete er den Monte dei Paschi di Siena. Nach seiner Heirat lebte er mit seinen Kindern als Erzieher von Cosimo III. de’ Medici am Hof des Großherzogs der Toskana. Lange Zeit nach dem Tod seiner Frau berief ihn sein Freund, der neue Papst Alexander VII. nach Rom und ernannte ihn zum Ehrencamerlengo. Am 29. Mai 1657 wurde er Kanoniker der Vatikanischen Basilika und später Auditor der Apostolischen Kammer.
Im Konsistorium vom 29. April 1658 wurde er von Alexander VII. zum Kardinal in pectore erhoben.
Am 3. Juni 1658 erfolgte seine Wahl zum Titularpatriarchen von Konstantinopel. Zwei Tage später wurde er Präfekt des Apostolischen Palastes, Gouverneur von Castelgandolfo und Päpstlicher Thronassistent. Die Bischofsweihe spendete ihm am 10. Juni 1658 in der Kirche Santa Caterina da Siena in Rom Kardinal Scipione Pannocchieschi d’Elci, der Erzbischof von Pisa. Diese Ämter und Würden behielt Bandinelli bis zum 5. April 1660, jenem Tag, an dem im Konsistorium seine Kreierung zum Kardinal veröffentlicht wurde. Am 19. April 1660 übergab der Pontifex Volumino Bandinelli den Kardinalshut und es erfolgte dessen Installation in der Titelkirche Santi Silvestro e Martino ai Monti.
Am 5. Mai 1660 wurde Kardinal Bandinelli Päpstlicher Legat der Romagna und behielt dieses Amt bis 1664.
Am Konklave von 1667 konnte er nicht mehr teilnehmen, da er noch während Sedisvakanz am 5. Juni 1667 verstarb. Bestattet wurde Volumnio Bandinelli in der Lateranbasilika unter dem Grab seines Vorfahren Papst Alexander III.